# معركة هيليغولاند الثانية
كانت معركة هيليغولاند الثانية، التي تسمى أيضًا عملية هيلغولاند، معركة بين أسراب بريطانية وألمانية في 17 نوفمبر 1917 خلال الحرب العالمية الأولى.

## الخلفية
بعد غارة البحرية الألمانية الناجحة على القافلة الاسكندنافية في 17 أكتوبر 1917 ، كان الأدميرال السير ديفيد بيتي ، القائد العام للأسطول البريطاني الكبير ، مصممًا على الانتقام. في 17 نوفمبر 1917 ، فتم إرسال قوة قوية من الطرادات تحت قيادة نائب الأدميرال تريفيليان نابير لمهاجمة كاسحات الألغام الألمانية، والتي كانت تطهر قناة من حقول الألغام البريطانية في هيليجولاند بايت . كشفت المخابرات البحرية البريطانية عن نوايا القوة الألمانية، مما سمح للبريطانيين بنصب كمين. ورافقت مجموعة من الطرادات وقوارب الطوربيد الكاسحات الألمانية تحت قيادة الأدميرال لودفيغ فون رويتر.

## المعركة
بدأت المعركة في الساعة 7:30 صباحًا ، على بعد 65 ميلًا بحريًا تقريبًا غرب سيلت ، عندما شاهدت سفينة كورجيوس العدو. فتحت النار الساعة 7:37 صباحا تقدم الأميرال رويتر ، القائد الألماني ، بأربع طرادات خفيفة وثماني مدمرات ،  لإشراك وحدات البحرية الملكية من أجل تغطية انسحاب كاسحات الألغام الخاصة به، والتي هربت جميعها باستثناء سفينة الصيد كيدينغن التي غرقت. تطورت المعركة بعد ذلك إلى مطاردة صارمة حيث انسحبت القوات الألمانية بمهارة ، تحت نيران السفن البريطانية المطاردة من سرب كروزر الأول ، والسادس ، . وقد أعيق الجانبان في مناوراتهما بسبب وجود حقول الألغام البحرية.
في نفس الوقت تقريبا ، تعرضت الطرادات الخفيفة لإطلاق نار من سفينتين ألمانيتين من فئة كايسر و كايسرين التي ظهرت لدعم سفن ريوتر ؛ تم ضرب كاليدون بعيارات 30.5 سنتيمتر (12.0 بوصة) و التي ألحقت أضرارًا طفيفة ؛ بعد ذلك بوقت قصير ، تخلت السفن البريطانية عن المطاردة عندما وصلت إلى حافة حقول الألغام المعروفة.
قتل جميع الأفراد على الطراد الخفيف كاليبسو ، بما في ذلك قائدها ، هربرت إدواردز ، بقذيفة 15 سنتيمتر (5.9 بوصة) .  اشتبكت سفينة القتال ريبولس مع السفن الألمانية لفترة وجيزة في حوالي الساعة 10:00 ،  وسجلت ضربة واحدة على الطراد الخفيف كونيغسبيرغ والتي أشعلت حريقًا كبيرًا على متنها.